# Karl Friedrich von Hohenzollern
Książę Karol Fryderyk Hohenzollern, właśc. Karl Friedrich Emich Meinrad Benedikt Fidelis Maria Michael Gerold Prinz von Hohenzollern (ur. 20 kwietnia 1952 w Sigmaringen) – książę z dynastii Hohenzollern-Sigmaringen, jej głowa od 16 września 2010.

## Pochodzenie
Najstarszy syn Fryderyka Wilhelma Hohenzollerna (1924–2010) oraz Małgorzaty (1932–1996), córki szóstego księcia Leiningen, Karola.

## Życie zawodowe
Książę w 1968 ukończył szkołę podstawową w Sigmaringen, w 1973 zaś prestiżowe prywatne liceum Institut auf dem Rosenberg w St. Gallen. Od 1973 do 1975 odbywał służbę wojskową w Bundeswehrze, następnie w latach 1975–1980 studiował zarządzanie w biznesie na Uniwersytecie we Fryburgu. Ukończył także studia licencjackie na Uniwersytecie w Bernie. Pracował w bankowości w Stuttgarcie, Nowym Jorku i Frankfurcie. Od 1984 jest właścicielem i dyrektorem Unternehmensgruppe Fürst von Hohenzollern, działającej na rynku nieruchomości i leśnictwa, pozostaje również właścicielem 50% akcji spółki Zollern GmbH und Co. KG, zatrudniającej 2800 osób. Zasiada także w radach nadzorczych i doradczych niemieckich banków, m.in. Landesbank Baden-Württemberg, oraz radach kilku fundacji, w tym tych prowadzonych przez ród Hohenzollern.

## Życie prywatne
Był żonaty z hrabiną Alexandrą Schenck von Stauffenberg (ur. 1960), córką hrabiego Klemensa Antoniego Schenck von Stauffenberg (kuzyna Clausa Schenk von Stauffenberga) i jego żony Klementyny Elżbiety Wolff-Metternich zur Gracht. Wzięli ślub 17 maja 1985 roku w Opactwie św. Marcina w Beuron, a rozwiedli się 21 stycznia 2010 roku. Mają razem czwórkę dzieci:
- dziedzica tytułu Aleksandra Fryderyka Antoniusza Johannesa (ur. 16 marca 1987);
- księżniczkę Filippę Marię Karolinę Izabellę (ur. 2 listopada 1988);
- księżniczkę Flaminię Pię Eilikę Stefanię (ur. 9 stycznia 1992);
- księżniczkę Antonię Elżbietę Georginę Tatianę (ur. 22 czerwca 1995).

17 lipca 2010 roku poślubił w Umkirch Katherinę (Ninę) de Zomer (ur. 1959).
Jest miłośnikiem muzyki jazzowej; śpiewa, gra na gitarze i saksofonie w zespole Charly and the Jivemates. Mieszka w swojej posiadłości w lasach Josefslust, ma także biura na zamku Sigmaringen.